# Poa gammieana
Poa gammieana är en gräsart som beskrevs av Joseph Dalton Hooker. Poa gammieana ingår i släktet gröen, och familjen gräs. Inga underarter finns listade i Catalogue of Life.